# BGL-1000 ARCOLE
BGL-1000 – francuska bomba kierowana naprowadzana na cel podświetlony laserem opracowana w latach 80. Jako część bojową wykorzystano specjalnie opracowaną bombę przeciwbetonową.